# Pianezza
Pianezza é uma comuna italiana da região do Piemonte, província de Turim, com cerca de 11.237 habitantes. Estende-se por uma área de 16 km², tendo uma densidade populacional de 702 hab/km². Faz fronteira com Druento, Venaria Reale, San Gillio, Alpignano, Collegno, Rivoli.

## Demografia
| Variação demográfica do município entre 1861 e 2011                               |
|                                                                                   |
| Fonte: Istituto Nazionale di Statistica (ISTAT) - Elaboração gráfica da Wikipedia |